# Brachycephalus
La família de granotes braquicefàlids (Brachycephalidae) pertany a l'ordre Anura i és autòctona del sud-est del Brasil. Només té un gènere: Brachycephalus.